# Leopold Vilém von Königsegg-Rothenfels
Leopold Vilém říšský hrabě z Königsegg-Rothenfelsu (německy Leopold Wilhelm Reichsgraf von Königsegg-Rothenfels) (25. května 1630 Immenstadt – 5. února 1694 Vídeň) byl německý šlechtic, diplomat a státník ve službách Habsburků. Od mládí se uplatňoval v diplomatických službách císaře Leopolda I., v letech 1669–1694 byl vicekancléřem Svaté říše římské. Získal říšský hraběcí titul (1665) a v roce 1675 obdržel Řád zlatého rouna.

## Životopis

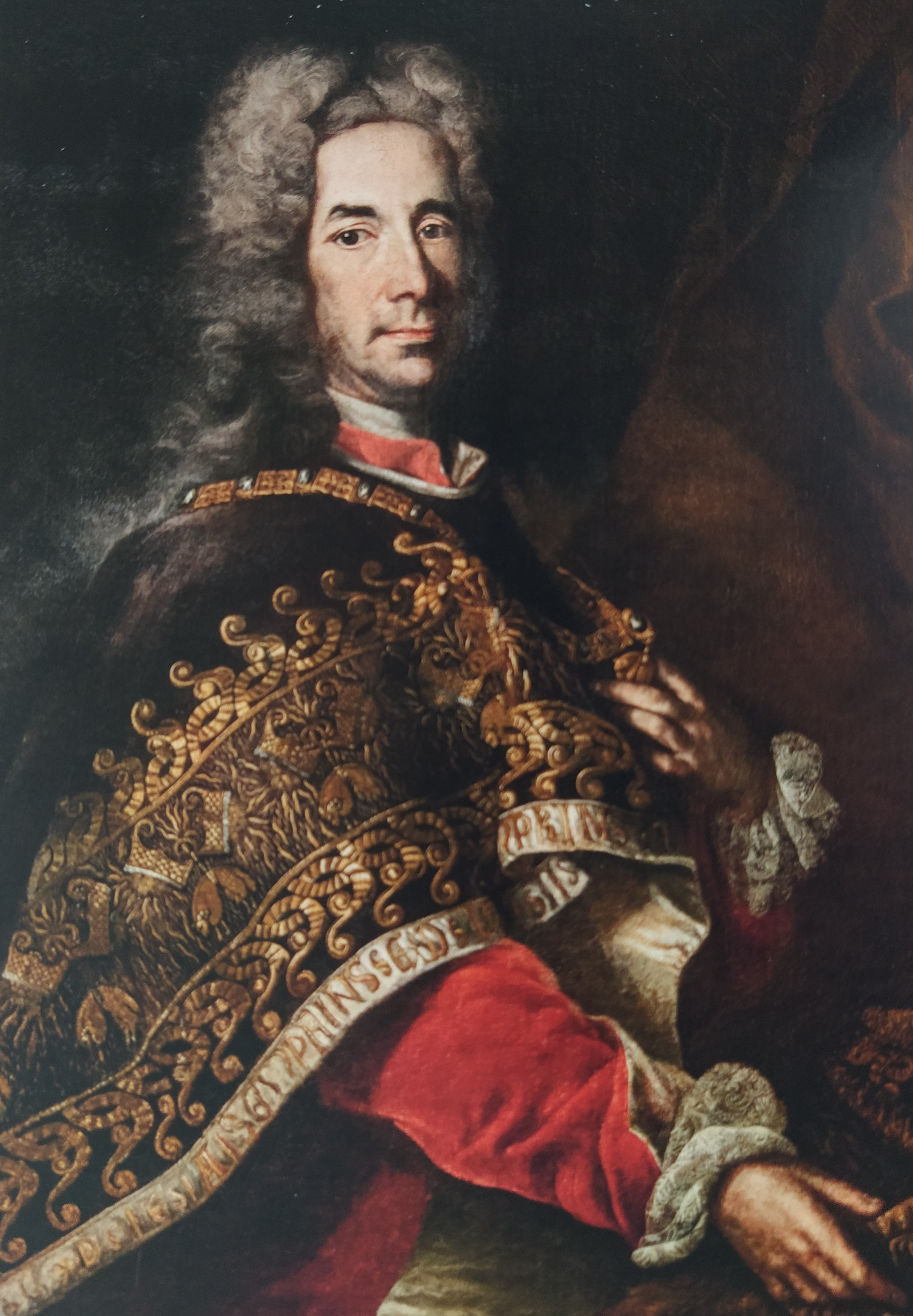
Leopold Vilém von Königsess-Rothenfels, portrét z galerie rytířů Řádu zlatého rouna na zámku Kunštát

Pocházel ze staré šlechtické rodiny Königseggů ze Švábska, patřil k linii Königsegg-Rothenfels, která své jméno odvozovala od názvu hradu Rothenfels v jižním Bavorsku. Narodil se jako nejstarší syn prezidenta říšského komorního soudu Huga z Königsegg-Rothenfelsu (1596–1666) a jeho první manželky Marie Renaty, rozené hraběnky z Hohenzollern-Hechingenu (1605–1637). V roce 1651 byl jmenován císařským komořím Ferdinanda III. a v roce 1653 se stal členem říšské dvorní rady. Svou další kariéru spojil se službou císaři Leopoldovi I. V letech 1657–1658 jej doprovázel na korunovační cestě do Frankfurtu, dále pak do Uher a po rakouských zemích (1660). Řadu let se uplatňoval v diplomacii, byl císařským komisařem u říšského sněmu, u říšských států se snažil vyjednat finanční podporu pro válku s Turky, dále byl vyslancem v Bavorsku. V roce 1664 byl vyslán do Anglie, kde byl prvním císařským vyslancem po obnovení monarchie. Oficiálním úkolem této mise bylo oznámit úmrtí císařova mladšího bratra arcivévody Karla Josefa, fakticky ale i zde měl získat pomoc pro válku s Osmanskou říší, tato jednání ale skončila nezdarem.
V roce 1666 se stal viceprezidentem říšské dvorní rady, mezitím obdržel potvrzení říšského hraběcího titulu (1665), který již předtím získal jeho otec. Nakonec byl v letech 1669–1694 říšským vicekancléřem a trvale přesídlil do Vídně. U vídeňského dvora původně patřil k méně významné frakci soustředěné kolem císařovny-vdovy Eleonory Magdaleny (k této skupině dvořanů patřil například Albrecht z Zinzendorfu). V roce 1671 byl jmenován skutečným tajným radou, od roku 1676 byl členem Tajné státní konference, tj. státním a konferenčním ministrem. V souvislosti s tím také uvolnil své místo v říšské dvorní radě. Větší vliv na zahraniční politiku habsburské monarchie získal až v osmdesátých letech 17. století. V roce 1675 obdržel Řád zlatého rouna.
Zemřel ve Vídni 5. února 1694 ve věku 63 let, pohřben byl v klášteře Kempten poblíž rodových statků. Ve Vídni byl jeho sídlem Königsegg Palais v ulici Esterházygasse postavený v roce 1688 a zbořený v 19. století.

## Rodina
Byl dvakrát ženatý. Poprvé se oženil ve Vídni v roce 1658 s Marií Polyxenou ze Schärfenbergu († 1683), která se později stala dámou Řádu hvězdového kříže. Druhý sňatek uzavřel v roce 1684 s Eleonorou Francescou di San Martino, markýzou di Parella († 1706). Na druhou svatbu byl pozván i císař Leopold I., který se jí ale nezúčastnil, zastupoval jej kníže Ferdinand z Ditrichštejna, který také předal císařův svatební peněžní dar. Z prvního manželství pocházelo sedm synů a čtyři dcery (všechny děti se narodily ve Vídni).
- 1. Hugo František (1660–1720), biskup v Litoměřicích 1711–1720
- 2. Zikmund Vilém (1663–1709), říšský dvorní rada, císařský vyslanec v Anglii (1690) a Dánsku (1691–1697)
- 3. Kristina (*1665, zemřela v dětství)
- 4. Arnošt Bedřich (*1666, zemřel v dětství)
- 5. Albrecht Eusebius (1669–1736), císařský komoří
- 6. František Antonín (1672–1744), velkopřevor Maltézského řádu v Českém království 1738–1744
- 7. Josef Lothar (1673–1751), polní maršál císařské armády, prezident dvorské válečné rady, diplomat
- 8. Anna Sofie (1674–1727), ∞ 1690 Prosper Ferdinand kníže z Fürstenbergu (1662–1704)
- 9. Karel Fidelius Desiderius (1675–1731), císařský komoří, ∞ 1706 Marie Maxmiliána hraběnka z Althannu
- 10. Marie Alžběta (1677–1734)
- 11. Johanna Marie Anna (1679–1755), ∞ 1698 František Jiří hrabě z Manderscheidu (1669–1734)

Leopoldovi mladší bratři byli duchovními, Jan Eusebius (1643–1661) a Ignác Eusebius (1646–1681) byli kanovníky v Kolíně nad Rýnem a Štrasburku.